# ÖBB 2064 sorozat
Az ÖBB 2064 sorozat egy osztrák C tengelyelrendezésű dízelmozdony-sorozat. A Jenbacher Werke gyártotta 1964-ben. Összesen két darab készült el.